# Vila Real de Santo António
Vila Real de Santo António este un oraș în Districtul Faro, Portugalia.